# 藤崎都
藤崎 都（ふじさき みやこ、3月20日 - ）は、日本の小説家。神奈川県出身。

## 経歴
主にBL小説を手掛けている。2003年に「恋愛トラップ」がドラマCD化され、それ以降にも2004年に「締め切りのその前に!?」、2005年に「挑発トラップ」、2006年に「束縛トラップ」、2007年に「愛欲トラップ」、2009年に「美味しいカラダ」がドラマCD化された。
その他にも中村春菊原作の「純情ロマンチカ」シリーズや「世界一初恋」の小説を手掛けている。

## 作品
記載がない本はすべて角川ルビー文庫から出版。

### トラップシリーズ
- 恋愛トラップ（イラスト：蓮川愛 / 2002年12月27日）
- 欲情トラップ（イラスト：蓮川愛 / 2003年5月1日）
- 挑発トラップ（イラスト：蓮川愛 / 2004年4月1日）ドラマCD
- 快感トラップ（イラスト：蓮川愛 / 2004年5月1日）
- 束縛トラップ（イラスト：蓮川愛 / 2005年8月1日）
- 愛欲トラップ（イラスト：蓮川愛 / 2005年12月1日）ドラマCD
- 求愛トラップ（イラスト：蓮川愛 / 2010年5月1日）
- 蜜月トラップ（イラスト：蓮川愛 / 2012年6月1日）
- 初恋トラップ（イラスト：蓮川愛 / 2013年6月1日）
- 独占トラップ（イラスト：蓮川愛 / 2015年6月1日）
- 略奪トラップ（イラスト：蓮川愛 / 2016年1月1日）

### 純情○○シリーズ
- 純愛ロマンチカ（原作・イラスト：中村春菊 / 2004年11月1日）
- 純愛ロマンチカ2（原作・イラスト：中村春菊 / 2005年4月1日）
- 純愛ロマンチカ3（原作・イラスト：中村春菊 / 2005年10月1日）
- 純愛ロマンチカ4（原作・イラスト：中村春菊 / 2006年10月1日）
- 純愛ロマンチカ5（原作・イラスト：中村春菊 / 2007年2月1日）
- 純愛ロマンチカ6（原作・イラスト：中村春菊 / 2008年10月1日）
- 純愛ロマンチカ7（原作・イラスト：中村春菊 / 2012年4月1日）
- 純愛エゴイスト（原作・イラスト：中村春菊 / 2006年5月1日）
- 純愛エゴイスト2（原作・イラスト：中村春菊 / 2006年8月1日）
- 純愛エゴイスト3（原作・イラスト：中村春菊 / 2008年5月1日）

### 世界一初恋シリーズ
- 世界一初恋 〜吉野千秋の場合〜（原作・イラスト：中村春菊 / 2007年11月1日）
- 世界一初恋 〜吉野千秋の場合〜2（原作・イラスト：中村春菊 / 2008年11月1日）
- 世界一初恋 〜吉野千秋の場合〜3（原作・イラスト：中村春菊 / 2009年11月1日）
- 世界一初恋 〜吉野千秋の場合〜4（原作・イラスト：中村春菊 / 2011年4月1日）
- 世界一初恋 〜横澤隆史の場合〜（原作・イラスト：中村春菊 / 2011年11月1日）[1]
- 世界一初恋 〜横澤隆史の場合2〜（原作・イラスト：中村春菊 / 2012年9月1日）
- 世界一初恋 〜横澤隆史の場合3〜（原作・イラスト：中村春菊 / 2012年12月1日）
- 世界一初恋 〜横澤隆史の場合4〜（原作・イラスト：中村春菊 / 2013年7月1日）
- 世界一初恋 〜横澤隆史の場合5〜（原作・イラスト：中村春菊 / 2014年3月1日）
- 世界一初恋 〜横澤隆史の場合6〜（原作・イラスト：中村春菊 / 2014年10月1日）

### その他
- 不機嫌なダーリン（イラスト：蓮川愛/ 2001年11月1日）
- 胸騒ぎのハニー（イラスト：蓮川愛/ 2002年5月1日）
- ご機嫌ナナメな王子様（イラスト：こうじま奈月/ 2002年9月1日）
- ご機嫌ナナメな御主人様（イラスト：こうじま奈月/ 2003年9月1日）
- 締め切りのその前に!?（イラスト：こうじま奈月/ 2004年7月1日） ドラマCD
- 打ち合わせのその前に!?（イラスト：こうじま奈月/ 2004年10月1日） ドラマCD
- 教習所のその後で!?（イラスト：こうじま奈月/ 2004年12月28日）
- 個人授業のその後で!?（イラスト：こうじま奈月 / 2005年4月28日）
- 官能小説家（イラスト：蓮川愛/ 2006年3月1日）
- 千夜一夜の快楽を（イラスト：桃山恵/ 2006年4月1日）
- 駅員さんと恋をしよう（イラスト：こうじま奈月/ 2006年12月1日）
- 車掌さんと恋がしたい（イラスト：こうじま奈月/ 2007年4月1日）
- ぜんぶはじめて（イラスト：桜城やや/ 2007年7月1日）
- だからおしえて（イラスト：桜城やや/ 2007年10月1日）
- もっといじめて（イラスト：桜城やや/ 2007年12月1日）
- 絶対服従契約（イラスト：水名瀬雅良 / 2008年3月1日）
- 完全独占計画（イラスト：水名瀬雅良/ 2008年6月1日）
- 美味しいカラダ（イラスト：陸裕千景子/ 2008年12月1日）ドラマCD
- とろけるカラダ（イラスト：陸裕千景子/ 2009年3月1日）
- 溺れるカラダ（イラスト：陸裕千景子/ 2009年8月1日）
- 弟のくせに生意気だ!（イラスト：水名瀬雅良/ 2009年10月1日）
- 部下のくせに生意気だ!（イラスト：水名瀬雅良/ 2009年12月1日）
- 青年漫画家の恋（イラスト：陸裕千景子/ 2010年2月1日）
- 恋愛小説家の恋（イラスト：陸裕千景子/ 2010年9月1日）
- 映画監督の恋（イラスト：陸裕千景子/ 2010年12月1日）
- 絵本作家の恋（イラスト：陸裕千景子/ 2011年3月1日）
- ボディーガードの恋（イラスト：陸裕千景子/ 2011年7月1日）
- こんな俺に誰がした!（イラスト：陸裕千景子/ 2011年12月1日）
- 俺のそばから離れるな!（イラスト：陸裕千景子/ 2012年1月1日）
- お前が好きで何が悪い!（イラスト：陸裕千景子/ 2012年5月1日）
- お前のものは俺のもの!（イラスト：陸裕千景子/ 2012年11月1日）
- 年の差15歳。（イラスト：陸裕千景子/ 2013年3月1日）
- 身長差30センチ。（イラスト：陸裕千景子/ 2013年10月1日）
- メロメロ。（イラスト：陸裕千景子/ 2015年5月1日）
- ふられても、好きなひと。（イラスト：陸裕千景子/ 2016年9月1日）
- 霹靂と綺羅星 新人弁護士は二度乱される（講談社X文庫ホワイトハート、イラスト：睦月ムンク/ 2021年2月5日）